# علم ماليزيا
يتكون علم ماليزيا (بالملايوية: Jalur Gemilang)‏ من خطوط بيضاء وحمراء رمز لعدد الولايات أما المربع الأزرق الذي يوجد بالأعلى فيرمز للمياه والبحار التي تطل عليها ماليزيا أما الشمس فيرمز للنهضة والتقدم إما الهلال فيرمز للدين الرسمي لدولة ماليزيا الآسيوية وهو الإسلام، والعلم الماليزي صمّمه محمد حمزة في 26 مايو 1950 بناءً على علم شركة الهند الشرقية البريطانية.

## التاريخ
يعتمد العلم الماليزي الحالي على علم اتحاد مالايا ذو التصميم المستوحى من تصميم علم شركة الهند الشرقية البريطانية. بعد عام من إنشاء الاتحاد في عام 1949، دعا المجلس التشريعي الاتحادي إلى مسابقة لتصميم علم وطني جديد. كان هناك 373 مشاركة في السابقة، طرحت ثلاثة منها للجمهور في استطلاع أجرته ملايو ميلي.

كان الاقتراح الأول مكون من حلقة من 11 نجمة بيضاء على خلفية زرقاء مع خنجران في المنتصف. الاقتراح الثاني نفس الأول ولكن بحلقتين من 5 و6 نجوم. أما الاقتراح الثالث فكان به 11 خطًا باللونين الأزرق والأبيض وحقل أحمر في الزاوية العلوية اليسرى به هلال أبيض ونجمة خماسية. اختير هذا التصميم الأخير ليكون الفائز.

الاقتراح الأول
الاقتراح الثاني
الاقتراح الثالث

قرر المجلس التشريعي الاتحادي إجراء تغييرات على التصميم الفائز في ديسمبر 1949. بناءً على اقتراح الرئيس عون بن جعفر بدل اللونين الأحمر والأزرق وغير الهلال والنجم من الأبيض إلى الأصفر، وأضيفت ست نقاط أخرى إلى النجمة. وافق جورج السادس ملك المملكة المتحدة على النسخة النهائية من العلم في 19 مايو 1950 ورفعت لأول مرة أمام مقر إقامة سلطان سيلانجور في 26 مايو 1950. رفع عند الاستقلال في 31 أغسطس 1957 في ميدان ميرديكا بدلاً من علم الاتحاد البريطاني.

## الأعلام التاريخية

علم مملكة سراوق من 1870 إلى 1946.
علم مستعمرة تاج ساراواك من 1946 إلى 1963.
علم شمال بورنيو من 1882 إلى 1902.
علم شمال بورنيو من 1902 إلى 1946.
علم مستعمرة تاج شمال بورنيو من 1948 إلى 1963.
علم مستعمرة تاج لابوان من 1912 إلى 1946.
علم مستعمرات المضيق من 1904 إلى 1925.
علم مستعمرات المضيق من 1925 إلى 1946.
علم مستعمرة تاج بينانق من 1946 إلى 1957.
علم مستعمرة تاج ملقا من 1946 إلى 1957.
علم مستعمرة سنغافورة من 1946 إلى 1952.
علم مستعمرة سنغافورة من 1952 إلى 1959.
علم ولايات الملايو الموحدة من 1896 إلى 1946؛ تبنه لاحقًا اتحاد مالايا من عام 1946 حتى عام 1948.
علم اتحاد مالايا من 1950 إلى 1963.